# Autobahn-Richtgeschwindigkeits-Verordnung
Die Autobahn-Richtgeschwindigkeits-Verordnung ist eine Verordnung des Bundesverkehrsministeriums aus dem Jahr 1978. Durch sie wurde in Deutschland auf Autobahnen und bestimmten Straßen außerhalb geschlossener Ortschaften eine Richtgeschwindigkeit von 130 Kilometern pro Stunde eingeführt.

## Inhalt
Den Führern von Personenkraftwagen sowie von anderen Kraftfahrzeugen mit einem zulässigen Gesamtgewicht bis zu 3,5 t wird empfohlen, auch bei günstigen Straßen-, Verkehrs-, Sicht- und Wetterverhältnissen
1. auf Autobahnen,
2. außerhalb geschlossener Ortschaften auf anderen Straßen mit Fahrbahnen für eine Richtung, die durch Mittelstreifen oder sonstige bauliche Einrichtungen getrennt sind, und
3. außerhalb geschlossener Ortschaften auf Straßen, die mindestens zwei durch Fahrstreifenbegrenzung oder durch Leitlinien markierte Fahrstreifen für jede Richtung haben,

nicht schneller als 130 km/h zu fahren (Autobahn-Richtgeschwindigkeit). Das gilt nicht, soweit nach der StVO Höchstgeschwindigkeiten bestehen (§ 1 Autobahn-Richtgeschwindigkeits-V).

## Bedeutung
Die Richtgeschwindigkeits-Verordnung ist lediglich eine Empfehlung, nicht schneller als 130 km/h zu fahren, keine allgemeine zulässige Höchstgeschwindigkeit.
Sie ist damit anders als § 3, § 49 Abs. 1 Nr. 3 Straßenverkehrs-Ordnung (StVO) in Verbindung mit § 24 Straßenverkehrsgesetz (StVG) keine Vorschrift für das im Straßenverkehr erforderliche Fahrverhalten, an deren Verletzung sich unmittelbare Sanktionen wie bei einer Verkehrsordnungswidrigkeit knüpfen. Das Fehlen unmittelbarer Sanktionen bedeutet indes nicht absolute rechtliche Irrelevanz auch für das Haftungsrecht. Vielmehr kommt in der Autobahn-Richtgeschwindigkeits-Verordnung Erfahrungswissen zum Ausdruck, das bei der Auslegung des Begriffs des unabwendbaren Ereignisses im Sinne des § 7 Abs. 2 Straßenverkehrsgesetz (StVG) mit zu berücksichtigen ist.
Rechtsgrundlage der Verordnung ist § 6 Abs. 1 Nr. 3 StVG. Danach darf das Bundesministerium für Verkehr mit Zustimmung des Bundesrates Rechtsverordnungen über Maßnahmen zur „Erhaltung der Sicherheit und Ordnung auf den öffentlichen Straßen“ erlassen. Schon daraus ergibt sich, dass sie der Sicherheit des Verkehrs zu dienen bestimmt ist. Die Einhaltung einer gemäßigten Geschwindigkeit trägt nach verkehrswissenschaftlichen Erkenntnissen auf Autobahnen auch bei günstigen Orts- und Verkehrsbedingungen dauerhaft zur Vermeidung von Unfällen, vor allem von solchen mit schweren Folgen, bei.
Die Empfehlung des Verordnungsgebers stellt sich damit trotz ihrer fehlenden rechtlichen Verpflichtungswirkung als „Vernunftaufruf“ und Appell an die Verantwortung des Verkehrsteilnehmers dar, den ein Kraftfahrer, der den erhöhten Anforderungen an einen „Idealfahrer“ genügen will, nicht unbeachtet lassen darf.
Bereits 1974 war mit der Verordnung über die versuchsweise Einführung einer allgemeinen Richtgeschwindigkeit auf Autobahnen und ähnlichen Straßen ein bis zum 30. September 1977 befristeter Versuch einer Richtgeschwindigkeit von 130 km/h verordnet worden.
Gemäß den Richtlinien für die Anlage von Autobahnen werden Autobahnen der höchsten Entwurfsklasse 1 – betreffend Radien, Steigungen, Querneigungen, Oberflächenbeschaffenheit etc. – so konstruiert, dass das angestrebte Sicherheitsniveau für eine der Richtgeschwindigkeit entsprechenden Geschwindigkeit von 130 km/h auf nasser Straße erreicht wird.